# فیکوسیانوبیلین
فیکوسیانوبیلین (به انگلیسی: Phycocyanobilin) با فرمول شیمیایی C33H40N4O6 یک ترکیب شیمیایی با شناسه پاب‌کم 5288007 است. که جرم مولی آن ۵۸۸٫۶۹ گرم بر مول می‌باشد. 